# Jovan Krkobabić
Jovan Krkobabić (srbsko Јован Кркобабић), srbski politik, * 27. februar 1930, Koljane, Hrvaška (tedaj Kraljevina Jugoslavija), † 22. april 2014, Beograd, Srbija.
Bil je predsednik stranke Združenih upokojencev Srbije. Njegova stranka je v koaliciji s SPS in Enotno Srbijo na parlamentarnih volitvah  maja 2008 vstopila v srbski parlament z 20 poslanskimi sedeži. SZUS je dobila pet poslanskih sedežev. Krkobabić je kot najstarejši poslanec predsedoval konstitutivni seji srbskega parlamenta 11. junija 2008. 7. julija 2008 je bil izvoljen za podpredsednika srbske vlade.